# 데브다스
《데브다스》(Devdas)는 인도에서 제작된 산제이 릴라 반살리 감독의 2002년 뮤지컬, 멜로/로맨스 영화이다. 샤룩 칸 등이 주연으로 출연하였다.

## 출연

### 주연
- 샤룩 칸
- 마두리 딕시
- 아이쉬와라 라이

### 조연
- 재키 슈로프
- 키론 커
- 스미타 자이카르
- 티쿠 탈사니아
- 비자엔드라 가트게
- 밀린드 구나지
- 마노 조쉬
- 디나 퍼닥
- 비자이 크리쉬나
- 자야 바타차리아
- 라드히카 싱
- 아마르딥 자

## 기타
- 의상: 레자 샤리피